# Tepuianthus savannensis
Tepuianthus savannensis är en tibastväxtart som beskrevs av B. Maguire och J.A. Steyermark. Tepuianthus savannensis ingår i släktet Tepuianthus och familjen tibastväxter. Inga underarter finns listade i Catalogue of Life.